# PolakVanBekkum

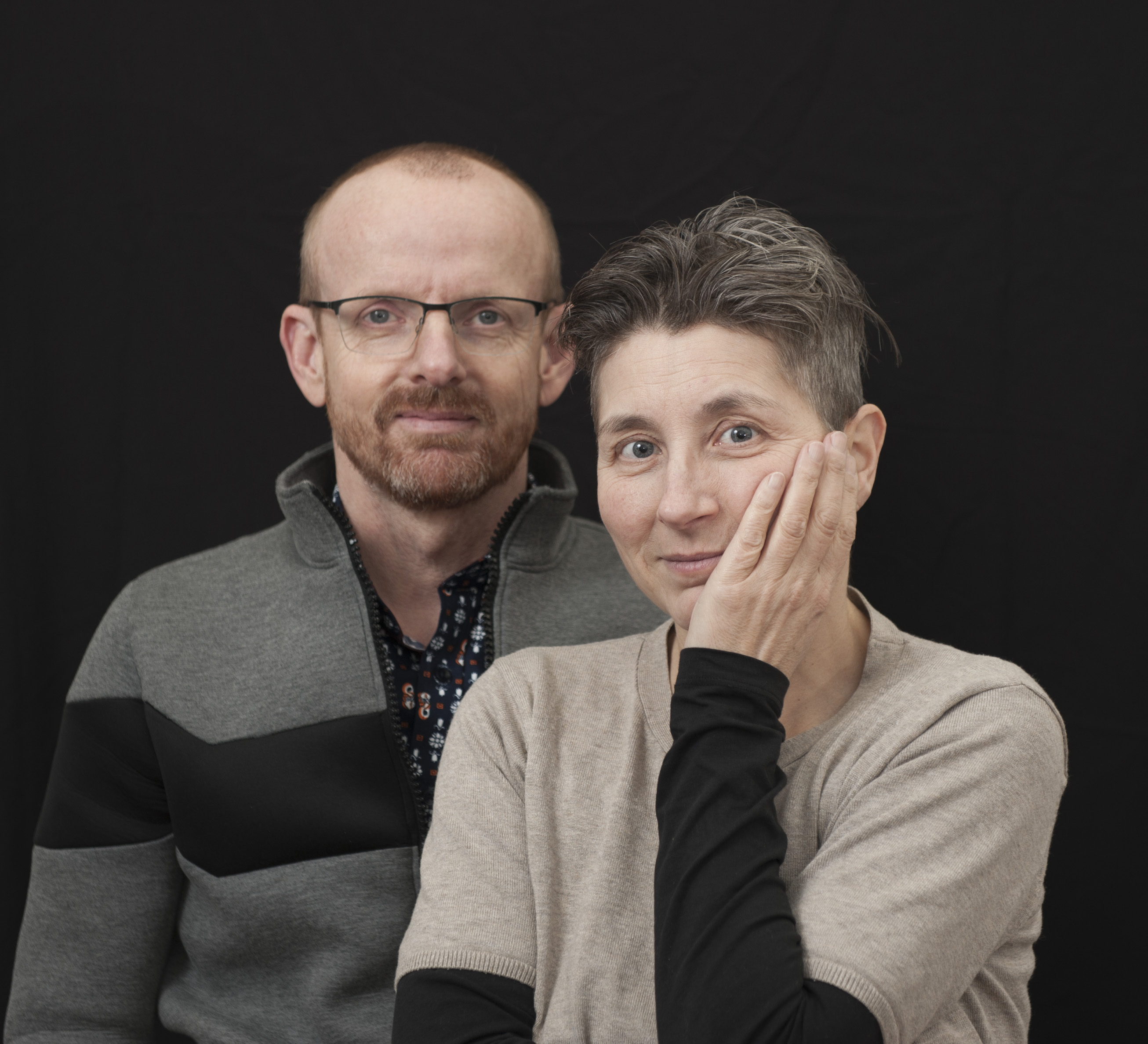
Kunstenaarsduo PolakVanBekkum bestaande uit Ivar van Bekkum en Esther Polak in 2018

PolakVanBekkum is een Nederlands kunstenaarsduo, bestaande uit Esther Polak en Ivar van Bekkum.

## Kunstenaars
Ivar van Bekkum (Rotterdam, 1965) studeerde aan de Academie voor de Journalistiek in Kampen.(1982-1987). Hij is sinds 2008 werkzaam als multi-disciplinair kunstenaar.
Esther Polak (Amsterdam, 1962) studeerde schilderkunst aan de Koninklijke Academie van Beeldende Kunsten in Den Haag en vervolgens gemengde media aan de Rijksakademie van Beeldende Kunsten te Amsterdam. Zij is werkzaam als multi-disciplinair kunstenaar.
PolakVanBekkum werkt sinds 2010 samen als kunstenaarsduo. Hun werk richt zich op het thema landschap en mobiliteit. Het kunstenaarsduo werkt met digitale media: van performances  met zand, tot digitale prints, installaties en films. Aanvankelijk werd het werk van Esther Polak gezien als onderdeel van locative media, in recente jaren wordt hun werk in een bredere context van hedendaagse kunst gezien.  
Hun werk werd zowel in Nederland als daarbuiten gepresenteerd op tentoonstellingen en filmfestivals.

## Kunstwerken en films (selectie)
- De Rit/The Ride (2019). installatie/film [7]
- Pendule (2019). Performance.[8]
- A Collision of Sorts (2017) korte film [9]
- Gaan Om Te Zijn/Go Move Be (2018) film [10]
- The Mailman’s Bag (2016) installatie/film [11]
- Spiral Drawing Sunrise (2008-heden) performance [12]

## Prijzen en Nominaties
- - 2017 Nominatie Gouden Kalf voor A Collision of Sorts [9]
- - 2016 Special Mention 2Annas FF [13]
- - 2016 Expanded Media Preis Network Culture [14]
- - 2015 Nominatie Akademieprijs voor Astronomie en Kunst [15]
- - Golden Nica for Interactive Art at Ars Electronica, Linz, Austria.[16]

## Publicaties en Pers (selectie)
- Kunst is Lang
- Nooit Meer Slapen
- Patterns that Connect; de stelligheid van performances
- Exhibition review. PolakvanBekkum’s GPS Art: from a documentary to an artistic medium